# Macoupin County
Macoupin County is een county in de Amerikaanse staat Illinois.
De county heeft een landoppervlakte van 2.237 km² en telt 49.019 inwoners (volkstelling 2000). De hoofdplaats is Carlinville.